# Gare de Breil-sur-Roya
Gare de Breil-sur-Roya vasútállomás Franciaországban, Breil-sur-Roya településen.

## Vasútvonalak
Az állomást az alábbi vasútvonalak érintik:
- Nizza-Breglio-vasútvonal
- Cuneo-Limone-Ventimiglia-vasútvonal

## Kapcsolódó állomások
A vasútállomáshoz az alábbi állomások vannak a legközelebb:
- Gare de Sospel
- Stazione di Olivetta San Michele
- Gare de Fontan - Saorge